# Hogna placata
Hogna placata är en spindelart som beskrevs av Roewer 1959. Hogna placata ingår i släktet Hogna och familjen vargspindlar.
Artens utbredningsområde är Lesotho. Inga underarter finns listade i Catalogue of Life.